# Sidney Buller-Fullerton-Elphinstone
Sidney Herbert Buller-Fullerton-Elphinstone (27 juillet 1869 - 28 novembre 1955) est un noble écossais.

## Jeunesse

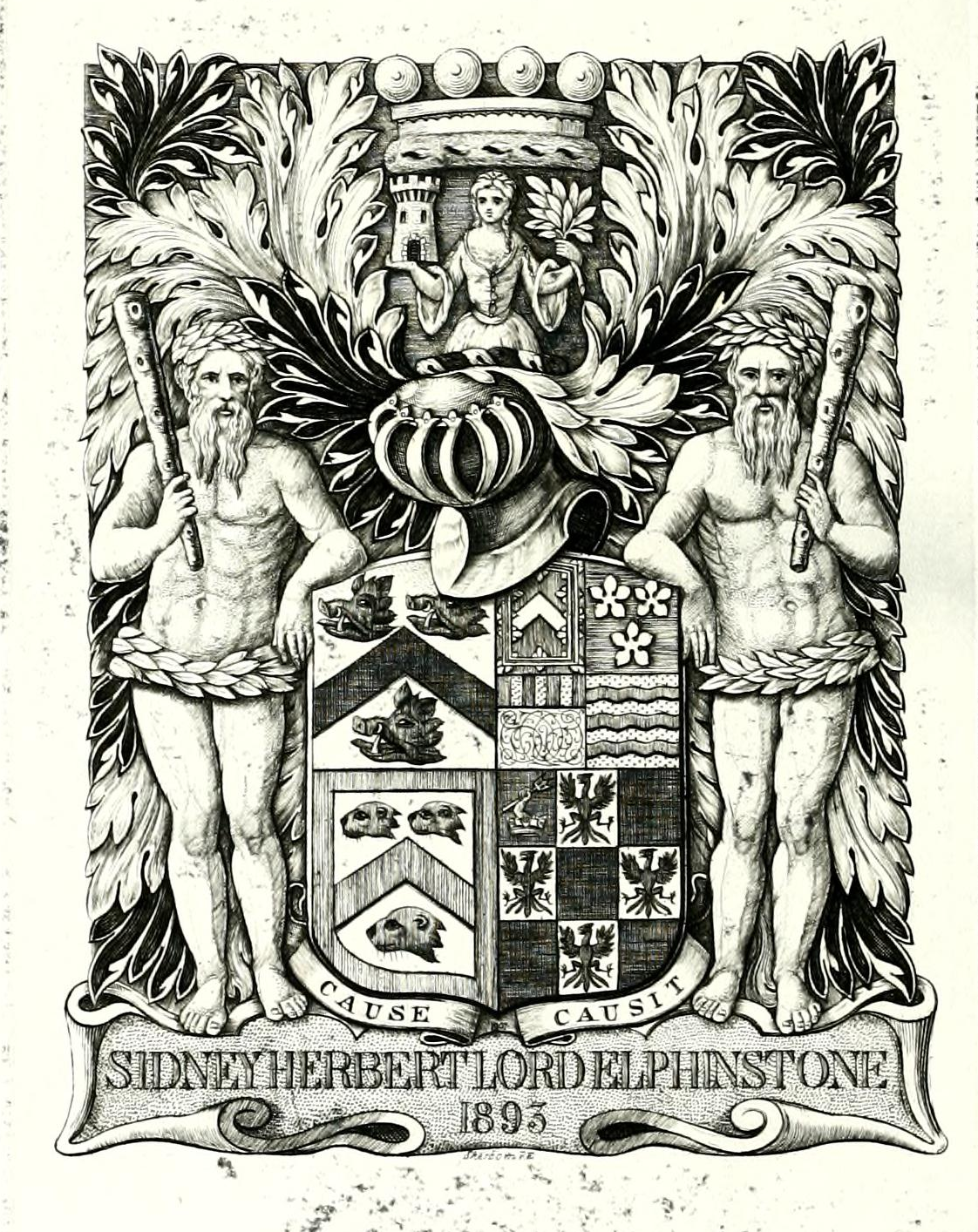
Ex-libris de Lord Elphinstone, gravé par Charles William Sherborn

Sidney Herbert Buller-Fullerton-Elphinstone est né à Carberry Tower au sud-est d'Édimbourg le 27 juillet 1869. Il est le fils de William Elphinstone (15e Lord Elphinstone) et de Lady Constance Murray (28 décembre 1838 – 16 mars 1922) .
Ses grands-parents maternels sont Alexander Murray (6e comte de Dunmore) et Lady Catherine Herbert, fille du 11e comte de Pembroke. Ses grands-parents paternels sont le lieutenant-colonel James Drummond Fullerton Elphinstone et sa seconde épouse, Anna Maria (née Buller) Elphinstone, la fille de Sir Edward Buller (1er baronnet) (en).
Sidney fait ses études au Marlborough College et succède à son père en 1893.

## Carrière
Lord Elphinstone est Lord Haut Commissaire à l'Assemblée générale de l'Église d'Écosse en 1923 et 1924, Lord Clerk Register d'Ecosse et gardien du Sceau de 1944 jusqu'à sa mort. Il est investi Chevalier du Chardon en 1927 et Chancelier de l'Ordre à partir de 1949. Il est capitaine général de la Royal Company of Archers de 1935 à 1953 et gouverneur de la Bank of Scotland de 1924 à 1955 .
En 1938, il est élu membre de la Royal Society of Edinburgh (FRSE). Ses proposants sont Hugh Macmillan, le baron Macmillan, Sir Thomas Henry Holland, James Pickering Kendall et James Watt .
Le livre Scrap de Lord Elphinstone, qui se trouve dans la collection d'art décoratif Mary Ann Beinecke de la bibliothèque Sterling and Francine Clark Art Institute, fournit une liste des clans d'Écosse avec les insignes de distinction qu'ils utilisent. Ce livre rare comprend des échantillons de textiles de tartans de clan ainsi que des illustrations à l'aquarelle de fleurs de clan. Elphinstone est à un moment donné administrateur et commissaire des fabricants en Écosse. Le livre Scrap peut être consulté dans les collections numériques de la bibliothèque Clark.

## Vie privée
Lord Elphinstone épouse Lady Mary Bowes-Lyon le 24 juillet 1910 à Westminster. Elle est la fille de Claude Bowes-Lyon, 14e comte de Strathmore et Kinghorne et de Cecilia Nina Cavendish-Bentinck. Elle est aussi une sœur de la reine Elizabeth du Royaume-Uni. Le couple a cinq enfants :
- Mary Elizabeth Elphinstone (1911–1980). elle est demoiselle d'honneur au mariage de George VI, et Elizabeth Bowes-Lyon le 26 avril 1923.
- John Elphinstone (17e Lord Elphinstone) (en) (1914–1975)
- Jean Constance Elphinstone (1915–1999), épouse John Wills. leur fille Marilyn est la filleule de la Princesse Margaret et est demoiselle d'honneur à son mariage en 1960
- Andrew Charles Victor Elphinstone (1918–1975), épouse Jean Hambro. Son épouse est Lady-in-Waiting d'Élisabeth II.
- Margaret Elphinstone (1925–2016), épouse Denys Rhodes. Elle est demoiselle d'honneur au Mariage de la princesse Élisabeth et de Philip Mountbatten en 1947.

Le Lord Elphinstone est décédé le 28 novembre 1955, à l'âge de 86 ans .